# Chňapal podélnopruhý
Chňapal podélnopruhý (Lutjanus synagris) je druh mořské ryby z čeledi chňapalovití. Žije na západě Atlantského oceánu. 

## Popis
Chňapal podélnopruhý má podlouhlé, bočně stlačené tělo. Má ostře zašpičatělou tlamu, s párem předních a párem zadních nozder. Má poměrně velkou tlamu s mírně vystouplou horní čelistí, která má při zavřené tlamě většinu své délky pod lícní kostí. Každá čelist má jednu nebo více řad ostrých, kuželovitých zubů. Několik z nich je zvětšeno a tvoří špičáky. Vomerální zuby jsou uspořádány do podoby kotvy s krátkým prodloužením směrem dozadu podél středu patra a po obou stranách se nacházejí také patrové zuby. Skřelové předvíčko (praeoperculum) je zoubkované.
Chňapal má souvislou hřbetní ploutev, která má 10 ostnů a 12–13 paprsků. Mezi ostny a paprsky je někdy patrný mírný zářez. Řitní ploutev má 3 ostny a 8–9 paprsků, má poměrně krátké prsní ploutve, které nesahají až k řitnímu otvoru a obsahují 15–16 paprsků. Ocasní ploutev je emarginátní. Chňapal podélnopruhý dosahuje maximální celkové délky 60 cm, průměrná velikost je 25 cm. Maximální publikovaná hmotnost je 3,5 kg.
Zbarvení je v horní části těla a boků růžové až červené se zeleným nádechem na hřbetě. Spodní část těla je stříbrná se žlutým nádechem. Na hlavě má 3–4 žluté pruhy, které se táhnou od tlamy k očím. Boky mají 8–10 žlutých až růžových podélných pruhů, další 3–4 pruhy jsou zepředu pod hřbetní ploutví. Pod paprskovitou částí hřbetní ploutve mají nezřetelnou černou skvrnu. Ploutve mohou být žluté až červené.

## Rozšíření
Chňapal podélnopruhý se vyskytuje v západní části Atlantského oceánu, kde se objevuje od oblasti Severní Karolíny po Bermudy, dále jižně skrze Mexický záliv a Karibské moře, podél pobřeží Jižní Ameriky až po Santa Catarinu v Brazílii. Vyskytuje se na útesech a písčitém dně s řasami nebo mořskou trávou v hloubkách od 30 do 122 m. Mladí jedinci žijí v pobřežních vodách.
V důsledku nadměrného rybolovu ve velké části areálu výskytu došlo k prudkému poklesu populace. Z tohoto důvodu IUCN vyhodnotil tento druh jako téměř ohrožený.

## Ekologie
Chňapal podélnopruhý se většinu života zdržuje v domácích vodách. Výjimkou je období tření. U Kuby je toto období pozorováno od března do září s největší aktivitou v červenci a srpnu. U Portorika dosahuje tření vrcholu v květnu. oplodněné jikry jsou unášeny proudy a líhnou se po 23 hodinách. Chňapalové bývají kořistí větších ryb a žraloků.